# Balyoz
Balyoz (türkisch für „Vorschlaghammer“) war der Name eines Planes oder Planspiels der türkischen Streitkräfte, von denen in einem Artikel der Tageszeitung Taraf am 20. Januar 2010 von Mehmet Baransu, Yıldıray Oğur und Yasemin Çongar behauptet wurde, sie hätten das Ziel, die vom 18. November 2002 bis 14. März 2003 amtierende 58. Regierung der Republik Türkei zu stürzen. Der Plan soll im Stab der 1. Armee ausgearbeitet worden sein.
Daraufhin wurden Dutzende Generäle und Offiziere festgenommen und im Folgenden zu langen Haftstrafen verurteilt, bis das türkische Verfassungsgericht am 19. Juni 2014 befand, dass die Rechte der Beschuldigten in diesen Verfahren verletzt wurden, und die sofortige Freilassung der Angeklagten anordnete. Am 31. März 2015 wurden alle 236 Beschuldigten freigesprochen. Zuvor verwendete Beweise wurden für gefälscht befunden.

## Vorwurf
Geschildert wird die Absicht, vermittels Attentaten innerhalb der Türkei und Provokationen gegenüber Griechenland die Akzeptanz der Bevölkerung für einen Putsch zu stärken. Es sollten zum Beispiel Bomben in vollbesetzten Moscheen gezündet werden. Laut Anklage stand Ex-General Çetin Dogan an der Spitze der Verschwörer. Dogan, der ehemalige Kommandeur der Ersten Armee, warf der Polizei vor, Beweismittel manipuliert zu haben. Der türkische Generalstab erklärte den Balyoz-Plan als Planspiel.

## Ermittlungen und Verfahren
Zehn Tage nach der Enthüllung übergab die Zeitung Taraf ihr Material der Staatsanwaltschaft in Istanbul. Die Ermittlungen waren Anlass zu 49 Festnahmen am 22. Februar 2010, darunter pensionierte Generäle und aktive Offiziere. Bis zum 26. Februar 2010 kamen 31 Armeeangehörige in Untersuchungshaft; 35 Offiziere wurden angeklagt.
Am 19. Juli 2010 nahm die Zehnte Große Kammer für schwere Straftaten in İstanbul die 968 Seiten umfassende Anklageschrift gegen 196 Angeklagte an. Ihnen wurde nach Artikel 147 des alten (bis 1. Juni 2005) gültigen Strafgesetzes vorgeworfen, den Versuch gemacht zu haben, die Exekutive der Türkischen Republik gewaltsam von der Erfüllung ihrer Aufgaben abzuhalten.
Die erste Sitzung vor der Zehnten Kammer fand am 16. Oktober 2010 im Sitzungssaal des Gefängnisses in Silivri statt. 187 Angeklagte waren anwesend. Neun Angeklagte, darunter der pensionierte General Ergin Saygun, waren nicht erschienen. Keiner der Angeklagten befand sich in Untersuchungshaft.
In der Verhandlung vom 11. Februar 2011 erließ das Gericht Haftbefehl gegen 163 Angeklagte. mit der Begründung, es bestehe Verdunkelungsgefahr. Die anwesenden 133 Angeklagten wurden sofort in Untersuchungshaft genommen. Das Gericht legte weitere Verhandlungstage für den März fest, beginnend am 14. März. Unterdessen wurde der Sitzungssaal im Gefängnis Silivri, in dem auch das erste und zweite Verfahren zu Ergenekon und das Verfahren zum „Aktionsplan Kampf gegen Fundamentalismus“ stattfindet, erweitert.
Im Mai und Juni 2011 folgten weitere Verhöre; es wurden weitere 15 Haftbefehle – gegen 15 Mitglieder der türkischen Streitkräfte – ausgesprochen. Die Ermittlungen stehen im Zusammenhang mit Dokumenten, die im Haus von Major Hakan Büyük im Februar 2011 gefunden wurden.
In dem Zusammenhang wurde der Kommandant der Kriegsakademie, 4-Sterne-General Bilgin Balanlı (63) in Untersuchungshaft genommen. Er soll die Flugüberwachung einer Nakschibendi-Ordensgemeinschaft aus Bilvanis (inzwischen ein Dorf) in der Provinz Eskişehir angeordnet haben.
Am 20. Februar 2011 wurde eine weitere Anklageschrift an die Zehnte Große Kammer geschickt. Darin wurden 28 Personen (15 von ihnen in Untersuchungshaft im Zusammenhang mit den beim Major Hakan Büyük gefundenen Dokumenten) angeklagt, den Versuch unternommen zu haben, die Regierung der Türkischen Republik zu beseitigen. Die Staatsanwaltschaft forderte Haftstrafen zwischen 15 und 20 Jahren. Wenn die Anklageschrift angenommen wird, könnte das Verfahren mit dem Verfahren gegen 196 Angeklagte verbunden werden.
Am 15. August 2011 wurde die erste Verhandlung im zweiten Balyoz-Verfahren vor der Zehnten Großen Kammer gehalten. Es waren 26 Angeklagte anwesend, 21 von ihnen in Untersuchungshaft. Der Angeklagte Nummer eins, 4-Sterne-General Bilgin Balanlı, verlas eine Verteidigungsrede, in der er die Vorwürfe von sich wies. Das Gericht verwies einen Befangenheitsantrag an die Elfte Kammer für schwere Straftaten in Istanbul und vertagte sich auf den 3. Oktober 2011.
Mitte November 2011 wurde eine dritte 264-seitige Anklageschrift gegen 143 Verdächtige (davon 66 in Untersuchungshaft) an die Zehnte Kammer geschickt. Darin wurde eine Zusammenlegung mit den Verfahren 1 und 2 gefordert. Nach der Zusammenlegung dieser Verfahren war die Zahl der Angeklagten auf 244, 184 davon in Untersuchungshaft, gestiegen. Wenn das dritte Verfahren hinzukommt, werden es 367 Angeklagte sein.

## Stimmen zum Verfahren
Zu den Haftbefehlen im Balyoz-Verfahren sagte der Vorsitzende der CHP, Kemal Kılıçdaroğlu, „wenn die Beweise gesammelt wurden, gibt es keinen Grund für Haftbefehle. Dieses Verfahren wurde politisiert. Der Premierminister hat mehrfach gesagt, dass er der Staatsanwalt des Verfahrens ist.“ Der stellvertretende Fraktionsvorsitzende der AKP, Suat Kılıç, sagte, dass er sich als Bürger der Republik schäme, dass Pläne für einen Umsturz aus den 2000er Jahren aufgedeckt wurden. Schuldige würden natürlich bestraft. Auf das Balyoz-Verfahren angesprochen, sagte die TÜSİAD-Vorsitzende Ümit Boyner, dass die Türkei von umstürzlerischen und militaristischen Drohungen befreit werden müsse. Man müsse eine Lage erreichen, in der die Unabhängigkeit und Unparteilichkeit von Gerichten nicht in Frage gestellt werde.
Nachdem am 5. April 2011 das Gericht zum zweiten Mal die Anträge auf Haftentlassung abgelehnt hatte, gab der Generalstab eine Presseerklärung heraus. Es wurde darauf hingewiesen, dass die Türkischen Streitkräfte mehrfach die Behörden über den Inhalt der abgehaltenen Seminare informiert habe und auch das Gutachten, das die Staatsanwaltschaft in Auftrag gab, klar dazu Stellung nehme. Daher sei es schwer zu verstehen, warum das Gericht die Fortdauer der Untersuchungshaft angeordnet habe. Der Parlamentspräsident Mehmet Ali Şahin bedauerte die Erklärung des Generalstabs, da sie einen Schatten auf die Gerichtsbarkeit werfe. Der stellvertretende Vorsitzende der AKP Hüseyin Çelik nannte die Erklärung einen Eingriff in ein laufendes Verfahren. Der US-Botschafter in Ankara Francis J. Ricciardone meinte, dass ein transparenter Prozess erwartet werde und er zu verstehen versuche, wie Pressefreiheit diskutiert werden könne, wenn Journalisten verhaftet werden. Der stellvertretende Vorsitzende der AKP Hüseyin Çelik nannte dies eine Einmischung in innere Angelegenheiten.

## Das Urteil
Am 21. September 2012 verkündete die Zehnte Große Kammer für schwere Straftaten in Istanbul ihr Urteil in der 108. Sitzung des als Balyoz (Vorschlaghammer) bekannten Verfahrens. Von den 365 Angeklagten, 250 von ihnen in Untersuchungshaft, wurden 81 Angeklagte nach Artikel 147 des alten türkischen Strafgesetzes (TSG) mit der Nummer 765 wegen des Versuches, die Regierung der türkischen Republik mit Gewalt von der Ausübung ihres Amtes abzuhalten, zu erschwerter lebenslanger Haft verurteilt. Die Strafen gegen die Hauptangeklagten Çetin Doğan, Özden Örnek und İbrahim Fırtına wurden nach Artikel 61/1 des alten TSG auf 20 Jahre Haft reduziert. Bei 78 Angeklagten reduzierte das Gericht die Strafen nach den gleichen Bestimmungen auf 18 Jahre Haft.
Gegen 214 Angeklagte verhängte das Gericht Haftstrafen von 16 Jahren. 22 dieser Angeklagten wurde gute Führung bescheinigt, so dass ihre Strafen auf 13 Jahre, 4 Monate Haft reduziert wurden. Major Hakan Büyük erhielt eine Strafe von 6 Jahren Haft. Insgesamt 36 Angeklagte wurden freigesprochen. Die Haftbefehle gegen 250 Angeklagte, die sich in Untersuchungshaft befinden, wurden aufrechterhalten. Das Gericht sprach zudem Haftbefehle gegen 6 Angeklagte aus, die sich im Gericht befanden und ordnete die Ergreifung von 69 Angeklagten an. Die Verfahren gegen drei Angeklagte wurden abgetrennt. Das Verfahren gegen einen Angeklagten wurde eingestellt. Politiker aus der regierenden Partei für Gerechtigkeit und Entwicklung (AKP) äußerten sich zurückhaltend, während die Opposition das Urteil scharf kritisierte.
Zwei Verurteilte, Cem Aziz Çakmak und Ali Rıza Sözen legten gegen die Türkei erfolglos Beschwerde beim europäischen Gerichtshof für Menschenrechte ein. Nachdem mit dem Verfassungsreferendum in der Türkei 2010 das Recht auf Individualbeschwerde vor dem Verfassungsgericht eingeführt und mit einer Gesetzesänderung, 30. Mai 2011 das Gesetz 6216 zum Verfassungsgericht auf die neue Lage angepasst worden war, entschied das Verfassungsgericht im Juni 2014, dass das Verfahren nicht fair gewesen war. Die 4. Kammer für schwere Straftaten in Anadolu ordnete daraufhin die Freilassung der 230 Angeklagten an. Am 24. Juni 2014 befasste sich die gleiche Kammer mit dem Verfahren von 88 Angeklagten aus einem weiteren Prozess. Die 9. Kammer des Kassationshofs hatte das ursprüngliche Urteil aufgehoben. Das Gericht schloss sich dem Kassationshof in Bezug auf den Freispruch von 25 Angeklagten an. Im Juni 2015 wurden die Freisprüche in einem Verfahren mit 63 Angeklagten rechtskräftig.